# 앤드루 W. 호켄헐
앤드류 W. 호켄헐(Andrew W. Hockenhull, 1877년 1월 16일, 미주리주 볼리바 ~ 1974년 6월 20일, 뉴멕시코주 클로비스)은 미국의 정치인으로 뉴멕시코 주지사이다.

## 학력
- 사우스웨스트 뱁티스트 대학교
- 미주리 대학교
- 텍사스 대학교 오스틴 법학

## 경력
- 1908 뉴멕시코 준주 이사
- 1909 클로비스 이사 및 변호사 개업
- 1912 ~ 1916 지방 검사 보좌관
- 변호사위원회 위원
- 국방위원회 위원
- 은행가
- 커리 카운티 농업 사업
- 1931.01 ~ 1933.09 제8대 뉴멕시코 부지사
- 1933.09 ~ 1935.01 제10대 뉴멕시코 주지사

## 역대 선거 결과
| 선거명      | 직책명          | 대수 | 정당   | 득표율 | 득표수   | 결과 | 당락                 |
| ----------- | --------------- | ---- | ------ | ------ | -------- | ---- | -------------------- |
| 1930년 선거 | 뉴멕시코 부지사 | 8대  | 민주당 | 53.89% | 61,676표 | 1위  | 뉴멕시코 부지사 당선 |
| 1932년 선거 | 뉴멕시코 부지사 | 8대  | 민주당 | 61.84% | 92,961표 | 1위  | 뉴멕시코 부지사 당선 |